# 4th European Tour 1965 (The Rolling Stones)
4th European Tour 1965 bylo koncertní turné britské rockové skupiny The Rolling Stones, které sloužilo jako propagace studiového alba The Rolling Stones, Now!. Turné bylo zahájeno koncertem v Münsteru v Německu a bylo zakončeno koncertem ve Vídni v Rakousku.

## Setlist
seznam nejčastěji hraných skladeb
Autory všech skladeb jsou Jagger/Richards pokud není uvedeno jinak.
1. Everybody Needs Somebody To Love (Wexler/V/Burke/Berns)
2. Pain In My Heart
3. Around and Around (Berry)
4. Time Is On My Side (Ragovoy/Meade)
5. I'm Moving On (Snow)
6. The Last Time
7. (I Can't Get No) Satisfaction
8. I'm Alright (Diddley)

## Sestava
The Rolling Stones
- Mick Jagger – (zpěv, harmonika, perkuse)
- Keith Richards – (kytara, doprovodný zpěv)
- Brian Jones – (kytara, harmonika, doprovodný zpěv)
- Bill Wyman – (baskytara, doprovodný zpěv)
- Charlie Watts – (bicí)

## Turné v datech
| Datum                      | Město   | Stát     | Místo             |
| -------------------------- | ------- | -------- | ----------------- |
| 11. září 1965 (2 koncerty) | Münster | Německo  | Halle Münsterland |
| 12. září 1965 (2 koncerty) | Essen   | Německo  | Grugahalle        |
| 13. září 1965 (2 koncerty) | Hamburk | Německo  | Ernst-Merck-Halle |
| 14. září 1965 (2 koncerty) | Mnichov | Německo  | Zirkus Krone-Bau  |
| 15. září 1965              | Berlín  | Německo  | Waldbühne         |
| 17. září 1965              | Vídeň   | Rakousko | Wiener Stadthalle |